# Holcombe Rucker
Holcombe Rucker (1926-1965) fue el fundador del torneo de baloncesto urbano de Harlem, Nueva York que se celebra actualmente en la mítica cancha que lleva su nombre Rucker Park. También fue encargado de áreas de ocio del Departamento de Parques y Ocio (Department of Parks & Recreation) de Harlem entre 1948 y 1964.

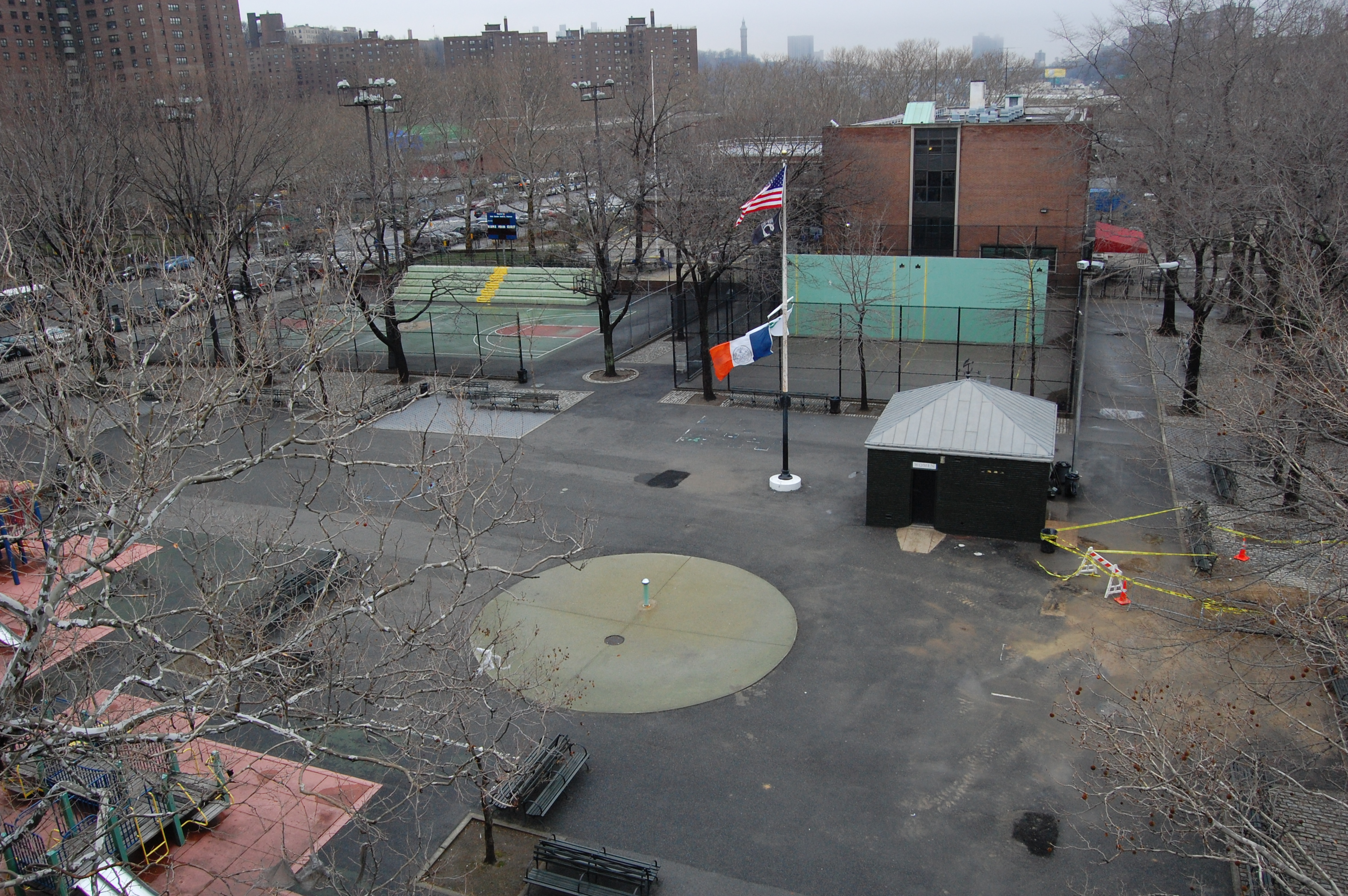
La cancha Rucker, en Harlem, Manhattan, que lleva el nombre de Holcombe Rucker

Rucker creció en Manhattan y estudió en la Benjamin Franklin High School, situada en ese barrio. Jugó también en el equipo de baloncesto de dicha Escuela en el puesto de base. Posteriormente, en 1947, Rucker comenzó a organizar un torneo de baloncesto en un patio de la 7th Avenue entre las calles  128th y 129th. Inicialmente el torneo era entre cuatro equipos, y Rucker hacía de organizador y árbitro, ocupándose desde mantener la pintura de las líneas de las pistas hasta conseguir las camisetas o los trofeos. La idea de Rucker era usar el baloncesto par alejar a los chicos de Harlem de la calle y las drogas y, al mismo tiempo, dar dignidad al baloncesto urbano. Hacía mucho hincapié en que la educación era una parte fundamental de su torneo, verificando las calificaciones escolares de los jugadores y de acuerdo con la filosofía del eslogan de los descendientes de los afroamericanos esclavos  "Each one teach one" (Cada uno enseña a otro, sobre el  aprendizaje de la lectura)." Gracias a la dedicación de Rucker, que pasaba 15 horas diarias en el playground, más de 700 jóvenes pudieron conseguir becas de baloncesto para financiar su educación.
El torneo se convirtió en una leyenda en los años sesenta cuando varias estrellas de la NBA como Wilt Chamberlain participaron en el torneo, con lo que mostraban su apoyo a la iniciativa de Rucker.
Holcombe Rucker continuó su formación universitaria graduándose en Magisterio en el City College de Nueva York en 1962. Fue profesor de Inglés en la J.High School n. 139 hasta que falleció de cáncer en 1965, a los 38 años de edad.
En 1974, la ciudad de Nueva York renombró el campo número 156, situado entre la calle 155th  y el bulevar Frederick Douglass  en Harlem, dándole el nombre de Holcombe Rucker Playground en homenaje a Rucker. El torneo de baloncesto de Rucker se  trasladó allí en 1965, y el  Holcombe Rucker Basketball Court, la cancha de baloncesto callejero (street basketball) más famosa del mundo, continúa siendo actualmente un sitio donde practican jugadores talentosos.
Chris Rucker, nieto de Holcombe, continua en la actualidad la tradición familiar del torneo de baloncesto masculino veraniego en el Parque Rucker, e intenta que Holcombe Rucker entre en el Basketball Hall of Fame.